# Tomáš Jurkovič
Tomáš Jurkovič (* 15. března 1976) je český japanolog a překladatel z japonštiny, který se věnuje především dílům Harukiho Murakamiho. Jeho první román přeložil v roce 2002.

## Osobní život
Narodil se roku 1976 do česko-slovenské rodiny výtvarníků. V dětství se začal zajímat o japonskou kulturu a tradice. Jedním ze silných impulsů se stala výstava japonské kaligrafie na Pražském hradě. Studoval Gymnázium Jana Nerudy v Hellichově ulici. Na Filozofické fakultě Univerzity Karlovy v Praze absolvoval japanologii. V roce 2017 obhájil disertační práci na téma Hledání hrdiny – izanagiovský mýtus jako interpretační klíč k postavám protagonistů Haruki Murakamiho a obdržel doktorský titul (Ph.D.). Od roku 2017 působí též jako učitel japonského jazyka na Gymnáziu Evolution a od roku 2019 na Anglicko-českém gymnáziu AMAZON.
K překladatelské činnosti knih Harukiho Murakamiho se dostal díky diplomové práci věnované tomuto spisovateli a následné nabídce nakladatelského domu Odeon. První takovou knihou se stalo Norské dřevo v roce 2002. Překládá i další japonské autory, například Džun’ičira Tanizakiho.